# Michel Capolongo
Michel Capolongo, né à Alger le 13 novembre 1959, est un pianiste classique français. Il issu d'une famille de musiciens sur trois générations, il commence le piano à l'âge de 4 ans.   

## Vie professionnelle
Titulaire d'un premier prix de piano à l'unanimité au conservatoire de région de Nice en 1978. Michel Capolongo est pianiste accompagnateur, enseignant et participe à de nombreux projets de  musique de chambre.     
D'abord répétiteur à l'opéra de Nice, il est nommé professeur de piano au conservatoire de Cannes, accompagnateur au Conservatoire à rayonnement régional de Nice, puis à l'académie Prince Rainier III à Monaco.     
Il est également chef de chant à l'opéra de Monte-Carlo où il joue sous la direction de chefs d'orchestre comme Marc Minkowski, Jean-Claude Casadesus, Giuliano Carella, etc.  
Il est invité par les théâtres de Lyon, Toulouse, Nice et Limoges ainsi qu'au Festival lyrique de Montperreux.  
Il se produit dans de nombreuses formations en trio et en duo, notamment avec Jean-Michel Damase

## Collaborations musicales
Il participe à de nombre concerts, festivals et enregistrements en France et à l'étranger avec notamment Montserrat Caballe, Natalie Dessay, Stanislas de Barbeyrac, Tanya Laing. Il est accompagnateur du baryton Jean-Luc Ballestra aux victoire de la musique en 2007.  
Il accompagne les master-classes de Régine Crespin, Jane Rhodes, Loren Nubar, Michel Piquemal, Renaud Capuçon, Claude Delangle, Michel Becquet.  
Il crée en 1993 la version pour deux piano et chœur de "Itaïpu" de Philip Glass avec Alexandre Bodak et le chœur de l'A.P.H.P. à la cité des sciences de Paris.     